# Săedinenie (distrikt i Burgas)
Săedinenie (bulgariska: Съединение) är ett distrikt i Bulgarien.   Det ligger i kommunen Obsjtina Sungurlare och regionen Burgas, i den östra delen av landet, 300 km öster om huvudstaden Sofia.